# Baksjön (Helgums socken, Ångermanland)
Baksjön är en sjö i Sollefteå kommun i Ångermanland och ingår i Ångermanälvens huvudavrinningsområde. Sjön har en area på 0,27 kvadratkilometer och ligger 248 meter över havet. Sjön avvattnas av vattendraget Bakån.

## Delavrinningsområde
Baksjön ingår i det delavrinningsområde (701249-154678) som SMHI kallar för Mynnar i Faxälvens vattendragsyta. Medelhöjden är 270 meter över havet och ytan är 15,23 kvadratkilometer. Det finns inga avrinningsområden uppströms utan avrinningsområdet är högsta punkten. Bakån som avvattnar avrinningsområdet har biflödesordning 3, vilket innebär att vattnet flödar genom totalt 3 vattendrag innan det når havet efter 79 kilometer. Avrinningsområdet består mestadels av skog (91 procent). Avrinningsområdet har 0,28 kvadratkilometer vattenytor vilket ger det en sjöprocent på 1,8 procent.